# Mick Schnelle
Michael „Mick“ Schnelle (* 17. Juni 1964 in Hagen; † 28. Juli 2022) war ein deutscher Computerspiele-Journalist, Autor und Übersetzer. Schnelle gehörte zu den stilbildenden Wegbereitern des deutschen Videospieljournalismus.

## Leben und Wirken
Michael Schnelle besuchte das Ernst-Meister-Gymnasium in Haspe und studierte Chemie an der Bochumer Ruhr-Universität. Schnelles Leidenschaft für Computerspiele begann nach eigener Aussage 1978 mit einem Universum Telespiel am heimischen Fernseher. Danach folgten fast alle klassischen Heimcomputer und Heimkonsolen und schließlich der PC.
Nach Abschluss seines Studiums arbeitete Schnelle ab Mai 1993 als Redakteur der im Joker-Verlag aus Haar bei München erscheinenden Zeitschrift PC Joker. Dort erhielt er den Spitznamen „Mick“, um Verwechslungen mit dem Herausgeber und Chefredakteur Michael Labiner zu vermeiden.
In seinem weiteren Berufsleben arbeitete er als Redakteur für die Magazine Amiga Joker, PC Joker, PC Player und war unter der Leitung von Jörg Langer am Aufbau von GameStar beteiligt. Eines seiner Fachgebiete waren Simulations- und Strategiespiele.
Schnelle war zudem als Übersetzer englischsprachiger Literatur mit Computerspielbezug ins Deutsche tätig, etwa der Romane der Warcraft-Reihe von Autoren wie Richard A. Knaak, Christie Golden und Aaron Rosenberg sowie der Bücher Drew Karpyshyns aus der Mass-Effect-Reihe.
Unter dem Pseudonym Jack Slade verfasste er für Bastei-Lübbe drei im Jahr 2003 erschienene Folgen der Jack-Slade-Erotik-Western der Lassiter-Serie.
Ab 2006 betrieb er ein eigenes Redaktionsbüro und schrieb als freier Journalist Computerspielrezensionen beispielsweise für GamersGlobal und Eurogamer. Daneben arbeitete er auch für Agenturen außerhalb des Gaming-Bereichs und wirkte wiederholt am Podcast Spieleveteranen mit.
Mick Schnelle starb Ende Juli 2022 im Alter von 58 Jahren nach langer Krankheit. Er lebte zuletzt in Baldham bei München.

## Trivia
Mick Schnelles Bruder Martin Schnelle arbeitete ebenfalls als Spieleredakteur.
Nachdem Schnelle in einem Test der Preview von Sacred bemängelt hatte, dass zu wenige Händler im Spiel seien, fügte der Hersteller in der deutschen Version der Spielewelt einen weiteren Händler mit dem Namen „Mick der Schnelle“ hinzu.

## Schriften (Auswahl)
- Der Schatz am Redbow Creek. In: Jack Slade. Nr. 206. Bastei Verlag, 2003.
- Der Treck der Sklavinnen. In: Jack Slade. Nr. 219. Bastei Verlag, 2003.
- Kampf um die Saddleranch. In: Jack Slade. Nr. 222. Bastei Verlag, 2003.

Übersetzer
- Christie Golden: World of Warcraft: Arthas – Aufstieg des Lichkönigs: Blizzard Legends. Panini Verlag 2018, ISBN 978-3-8332-3632-7.
- Keith DeCandido: World of Warcraft: Teufelskreis: Blizzard Legends. Panini Verlag 2019, ISBN 978-3-8332-3768-3.
- Richard A. Knaak: World of Warcraft: Die Nacht des Drachen: Blizzard Legends. Panini Verlag 2020, ISBN 978-3-8332-3953-3.